# Hasta pública
A hasta pública era o ato processual pelo qual se alienavam ("vendiam-se") bens penhorados.
O  antigo Código de Processo Civil previa a hasta pública no art. 686 e seguintes.

## No Brasil
A hasta pública ocorria em leilão ou em praça. Quando estivessem penhorados bens imóveis (casas, sítios, etc.), eles eram alienados em praça, isto é, no átrio do fórum da comarca em que se localizassem, por meio de servidor público (por exemplo, porteiro ou oficial de Justiça, Leiloeiros públicos oficias). Quando estivessem penhorados bens móveis, eles seriam alienados em leilão, ou seja, no local em que se encontrassem (ou em outro lugar conveniente determinado pelo juiz) por leiloeiro ou também por servidor público na falta de leiloeiro).
Em geral eram sempre designados duas praças ou dois leilões para a alienação dos bens: na primeira praça ou no primeiro leilão, os bens só podíam ser alienados por valor superior ao da sua avaliação (previamente realizada); na segunda praça ou no segundo leilão a alienação poderia ser realizada por qualquer valor, contanto o qual não fosse vil, o que, na jurisprudência, vem sendo considerado como mínimo o equivalente a 60% do valor de avaliação, abaixo disso, com raras exceções, o lance é considerado vil. É o que dispunha o art. 692 do CPC de 1973.
Com o advento de Novo Código de Processo Civil, de 2015, tal nomenclatura tornou-se desatualizada. Assim, o instituto da hasta pública passou a ser englobado pelo leilão judicial, genérico, nos termos do artigo 881 do referido diploma. Porém, no Código Civil permanece o uso da expressão "hasta pública", nos artigos 447, sobre evicção, 497 e 1.237. Com o advento de nova lei processual, tais institutos devem ser remetidos à alienação judicial a fim de produzirem efeito.

### Execuções na falência
Quando não há hasta pública marcada, o exequente pode optar em arbitrar seu crédito no juizo falimentar ou aguardar o encerramento da falência e continuar na execução singular.

## Em Portugal
O processo é idêntico, mas com outra nomenclatura.